# Berscheid
Berscheid ist eine Ortsgemeinde im Eifelkreis Bitburg-Prüm in Rheinland-Pfalz. Sie gehört der Verbandsgemeinde Südeifel an.

## Geographie
Berscheid liegt im Naturpark Südeifel. Zu Berscheid gehören auch die Wohnplätze Höhhof, Kandlerhof und Schiershof sowie ein Teil des Weilers Gaymühle.
Nachbargemeinden sind Koxhausen und Geichlingen.

## Geschichte
Der älteste Fund auf der Gemarkung Berscheids ist ein einzelnes Brandgrab aus römischer Zeit nördlich des Ortes in einem Waldgebiet. Das Grab wurde 1932 entdeckt und enthielt unter anderem handgemachte Keramik sowie einen Terra Nigra Topf.
Eine Erwähnung des Ortes findet sich bereits im 12. Jahrhundert als Bersheit. Der Name entwickelt sich über Berlynseit 1252 zu Berlesheit 1311 und wird 1570 zu Bereßscheid, 1654 zu Berschedt, als erstmals von einer Kapelle am Ort die Rede ist.
Bis zum Ende des 18. Jahrhunderts gehörte der Ort zur Grafschaft Vianden im Herzogtum Luxemburg.
Nach 1792 hatten französische Revolutionstruppen die Österreichischen Niederlande, zu denen das Herzogtum Luxemburg gehörte, besetzt und im Oktober 1795 annektiert. Von 1795 bis 1814 gehörte der Ort zum Kanton Neuerburg im Departement der Wälder.
Im Jahr 1815 wurde das ehemals luxemburgische Gebiet östlich der Sauer und der Our auf dem Wiener Kongress dem Königreich Preußen zugeordnet. Damit kam die Gemeinde Berscheid 1816 zum Kreis Bitburg im Regierungsbezirk Trier in der Provinz Großherzogtum Niederrhein, die 1822 in der Rheinprovinz aufging. Berscheid wurde von der Bürgermeisterei Koxhausen verwaltet.
Nach dem Ersten Weltkrieg zeitweise französisch besetzt, wurde Berscheid nach dem Zweiten Weltkrieg Teil der französischen Besatzungszone und kam 1946 zum damals neu gebildeten Bundesland Rheinland-Pfalz.
Statistik zur Einwohnerentwicklung
Die Entwicklung der Einwohnerzahl von Berscheid, die Werte von 1871 bis 1987 beruhen auf Volkszählungen:
| Jahr | Einwohner |
| ---- | --------- |
| 1815 | 53        |
| 1835 | 142       |
| 1871 | 158       |
| 1905 | 134       |
| 1939 | 132       |
| 1950 | 98        |
| 1961 | 78        |

| Jahr | Einwohner |
| ---- | --------- |
| 1970 | 79        |
| 1987 | 67        |
| 1997 | 61        |
| 2005 | 66        |
| 2011 | 64        |
| 2017 | 61        |
| 2022 | 59        |

## Politik

### Gemeinderat
Der Gemeinderat in Berscheid besteht aus sechs Ratsmitgliedern, die bei der Kommunalwahl am 9. Juni 2024 in einer Mehrheitswahl gewählt wurden, und dem ehrenamtlichen Ortsbürgermeister als Vorsitzendem.

### Bürgermeister
Albert Schier ist Ortsbürgermeister von Berscheid. Da bei der Direktwahl am 26. Mai 2019 kein gültiger Wahlvorschlag eingereicht wurde, oblag die Neuwahl des Bürgermeisters gemäß rheinland-pfälzischer Gemeindeordnung dem Rat. Dieser bestätigte Schier auf seiner konstituierenden Sitzung am 1. Juli 2019 in seinem Amt. Zur Direktwahl am 9. Juni 2024 gab es erneut keine Bewerbungen. Am 16. Juli wurde Albert Schier daher vom neu gewählten Rat für weitere fünf Jahre in seinem Amt bestätigt.

## Kultur und Sehenswürdigkeiten

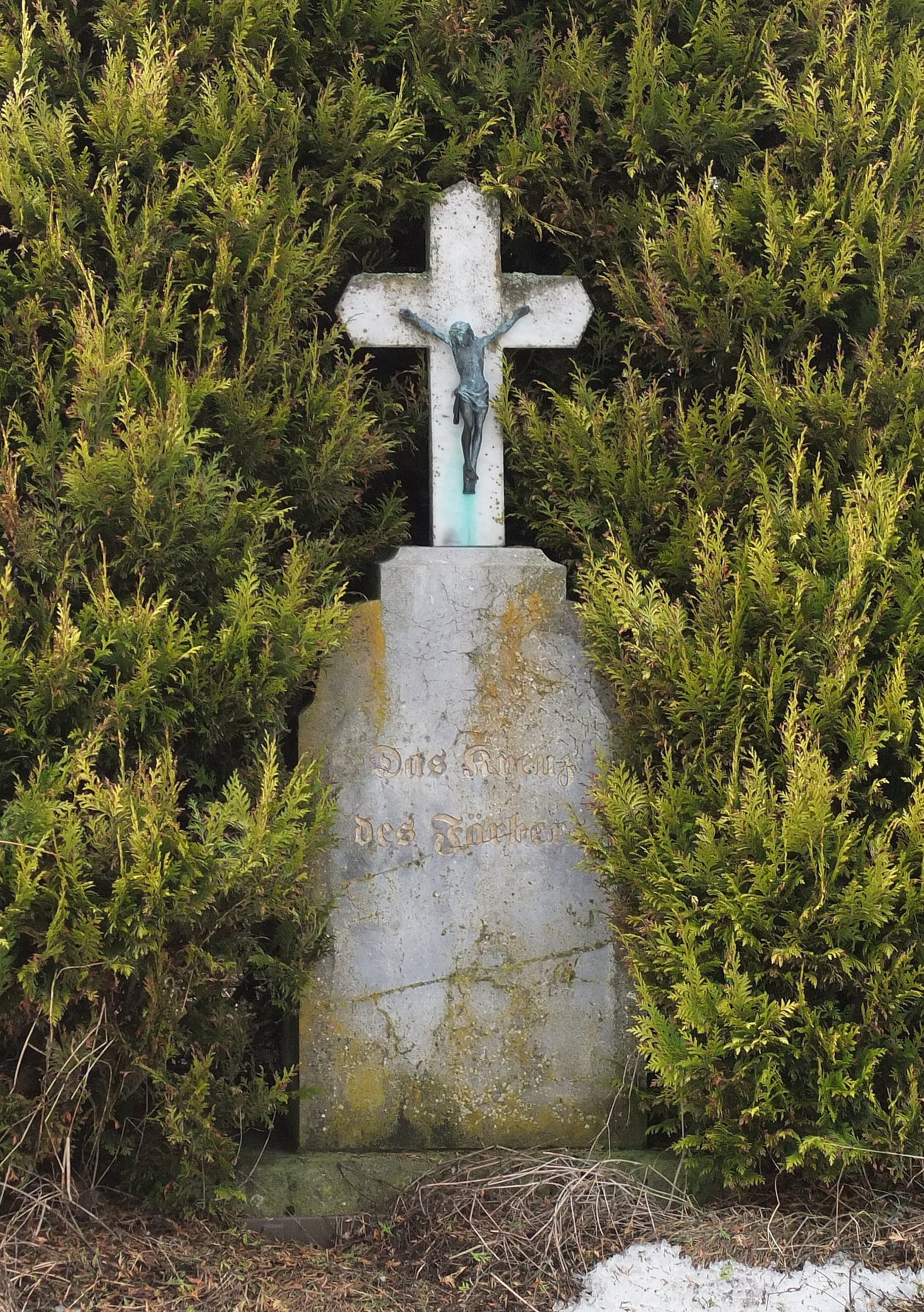
Färberkreuz

### Bauwerke
- Die heutige Kirche St. Bernhard wurde 1773 errichtet und war von 1808 bis 1836 Pfarrkirche. Baulich gefährdet wurde sie 1984/85 unter der Regie des Vereins Naturpark Südeifel e. V. grundlegend von innen und außen renoviert.
- Hofanlage aus dem 19. Jahrhundert.

### Regelmäßige Veranstaltungen
- Jährliches Kirmes- bzw. Kirchweihfest wird am zweiten Wochenende im Mai gefeiert.

## Verkehr
Berscheid gehört zum Verkehrsverbund Region Trier. Es verkehren jedoch im Ort nur wochentags einige wenige Busse (Linie 422 der Rhein-Mosel-Verkehrsgesellschaft), die vorwiegend auf den Schülerverkehr nach Neuerburg ausgerichtet sind. Der nächstgelegene Bahnhof ist Diekirch im Großherzogtum Luxemburg, etwa 20 Kilometer südlich gelegen.
Die Gemeinde ist durch die Kreisstraße 6 erschlossen.
Die nächste Bundesstraße ist die B 50, die etwa fünf Kilometer südöstlich von Berscheid verläuft.